# Zielęcin (województwo wielkopolskie)
Zielęcin – wieś w Polsce położona w województwie wielkopolskim, w powiecie grodziskim, w gminie Wielichowo.
Według danych z 2011 roku miejscowość zamieszkiwało 328 osób.

## Położenie
Zielęcin leży w bezleśnej i równinnej okolicy, ok. 6 km na południe od Grodziska Wielkopolskiego, przy drodze z Grodziska do Wielichowa. Przez położone 5 km na zachód Ruchocice przebiega droga krajowa nr 32 oraz linia kolejowa Poznań-Wolsztyn.

## Historia

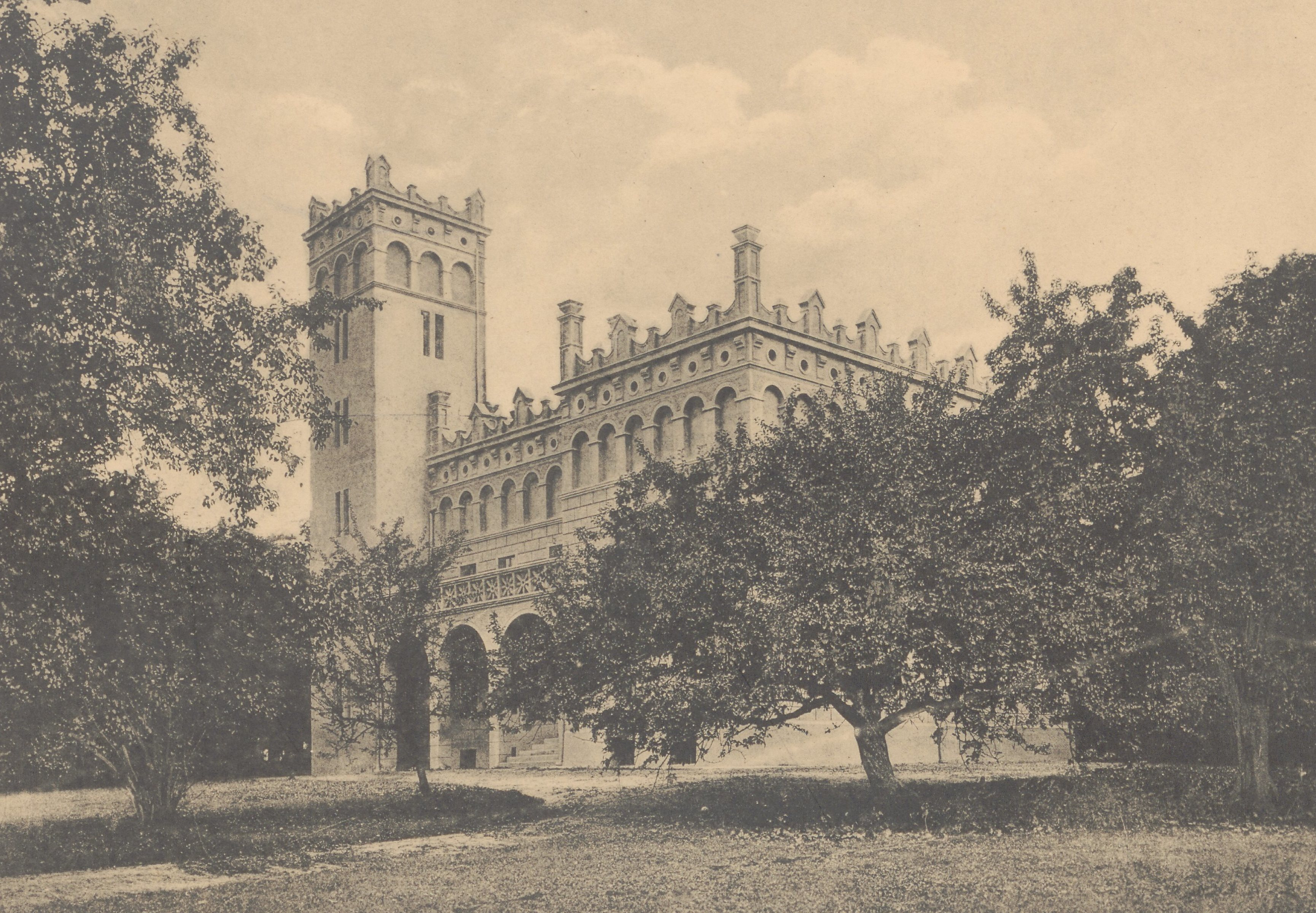
Widok pałacu przed 1912

W 1319 był już wymieniony Maciej z Zielęcina, który wymienił z klasztorem w Obrze pobliski Borzysław na Siekowo. Już przed 1510 we wsi był kościół, a w 1583 we wsi była karczma i wiatrak. Zielęccy w poł. XVI w. przeszli na protestantyzm i przekształcili kościół na zbór. Później właścicielem wsi byli Swinarscy. W 1781 Ignacy Swinarski odrestaurował i rozbudował o wieżę drewniany kościół. Po nim dziedzicem był Karol Swinarski.
W okresie Wielkiego Księstwa Poznańskiego (1815-1848) miejscowość wzmiankowana jako Zielencin należała do wsi większych w ówczesnym pruskim powiecie Kosten rejencji poznańskiej. Zielencin należał do okręgu wielichowskiego tego powiatu i stanowił odrębny majątek, którego właścicielem był wówczas Antoni Kruszkowski. Według spisu urzędowego z 1837 roku Zielencin liczył 182 mieszkańców, którzy zamieszkiwali 20 dymów (domostw).
Zielęcin był podzielony na część dworską i gospodarczą. Pod koniec XIX wieku obie części liczyły łącznie 298 mieszkańców. Ok. 11% mieszkańców było wyznania ewangelickiego.
W latach 1975–1998 miejscowość należała administracyjnie do województwa poznańskiego.

## Zabytki
Zabytkami Zielęcina są:
- szachulcowy kościół św. Klemensa z XVI w., odrestaurowany i rozbudowany w 1781[8]
- folwark z II poł. XIX wieku, na który składają się: rządcówka, stodoły, obory, stajnia, wozownia i park[8].